# تاریخ یهودیان در ارمنستان

موقعیت ارمنستان در اوراسیا

تاریخ یهودیان در ارمنستان (ارمنی: Հայաստանի հրեական համայնք لاتین:Hayastani hreakan hamaynq) به بیش از ۲۰۰۰ سال پیش بر می‌گردد.

## ارمنستان تاریخی
سوابق تاریخی وجود دارد که حضور یهودیان در ارمنستان بت‌پرست، قبل از گسترش مسیحیت در منطقه توسط سنت گریگور روشنگر در ۳۰۱ میلادی، گواهی می‌دهد. مورخان ارمنی اوایل قرون وسطی، مانند موسی خورناتسی، معتقد بودند که در زمان تسخیر پادشاه ارمنستان تیگرانس بزرگ (۹۵–۵۵ پیش از میلاد) وی ۱۰ هزار اسیر یهودی را با خود هنگام عقب‌نشینی از یهودیه، به دلیل حمله روم به ارمنستان (۶۹ پیش از میلاد) به پادشاهی باستان ارمنستان آورد. تیگرانس دوم به سوریه و احتمالاً شمال اسرائیل نیز حمله کرد. تعداد زیادی از یهودیان از قرن اول قبل از میلاد در ارمنستان ساکن شدند. به ویژه یک شهر، وارتکساوان به یک مرکز تجاری مهم تبدیل شد. بنابراین، جامعه یهودی ارمنستان تأسیس شد. آنها مانند بقیه مردم ارمنستان از عواقب قدرت‌های منطقه ای که برای تقسیم و تسخیر این کشور تلاش کردند، رنج بردند. تا سال ۳۶۰–۳۷۰ پس از میلاد، مهاجرت هلنیستی یهودیان به ارمنستان افزایش چشمگیری داشت. بسیاری از شهرهای ارمنستان عمدتاً یهودی شدند. در این دوره (سده چهارم میلادی)، پس از فتح ارمنستان توسط شاه ساسانی شاپور دوم ، او هزاران خانواده یهودی را از ارمنستان ساسانی اخراج و در اصفهان (ایران مدرن) اسکان داد.

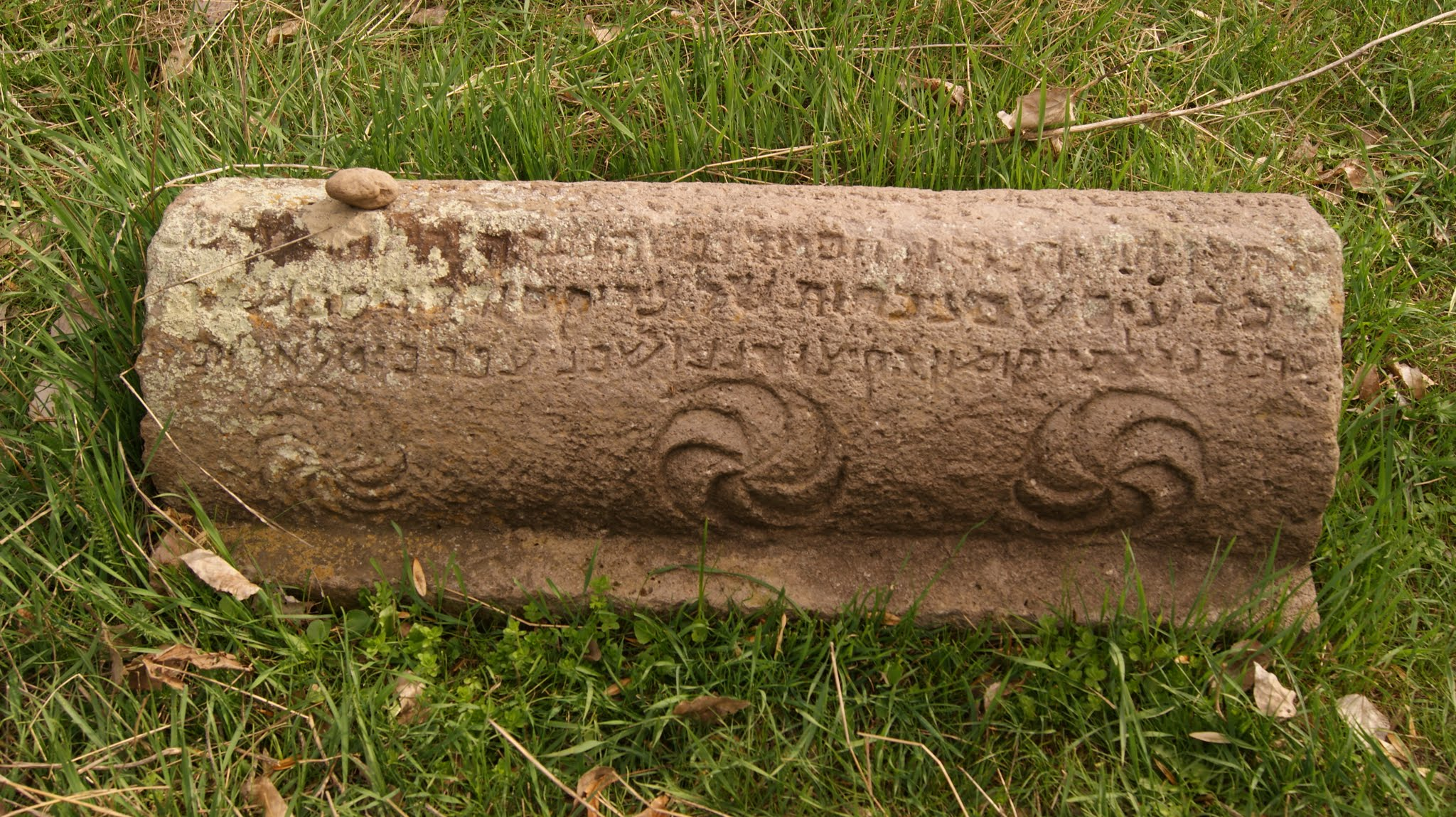
قبرستان یهودیان در یغگیش، سده سیزدهم

در سال ۱۹۱۲ باستان‌شناس نیکولاs مار از کشف یک سنگ قبر در روستای یغگیس که دارای کتیبه ای عبری بود خبر داد در سال ۱۹۹۶ تحقیقات در یغگیس، در استان وایوتس‌جور ارمنستان، بقایای یک گورستان یهودی مربوط به سده‌های میانه را از یک جامعه یهودی قبلاً ناشناخته کشف کرد. در سال ۲۰۰۰، تیمی از دانشگاه عبری اورشلیم در ضلع جنوبی رودخانه یغگیس، روبروی روستا، یک گورستان یهودی با ۴۰ سنگ قبر با کتیبه‌های عبری که از ۱۲۶۶ تا ۱۴۹۷ ساخته شده، حفاری کردند. یک کلمه غیر عبری در کتیبه‌ها ممکن است نشانگر اصل جامعه باشد. مایکل نوسونوفسکی اظهار داشته‌است که "کلمه خواجه از ریشه پارسی است و احتمالاً نشان می‌دهد که یهودیانی که در یغگیس ساکن شدند از ایران آمده‌اند و فارسی را به عنوان زبان گفتاری خود نگه داشته‌اند. نقل قول‌های کتاب مقدس و فرمول‌های تلمودیک گواه یک استاندارد یادگیری بالا در جامعه است. " گروهی از باستان شناسان و مورخان ارمنی و اسرائیلی در سال ۲۰۰۱ و ۲۰۰۲ در این مکان کاوش کردند و ۶۴ سنگ گور دیگر پیدا کردند. برخی از آنها با نقوش پادشاهی اوربلین تزئین شده‌اند. تیم باستان‌شناسی همچنین سه آسیاب پیدا کردند که به گفته اسقف نشان می‌دهد جامعه تجارت داشته‌است زیرا یک آسیاب می‌تواند چندین خانواده را تغذیه کند. بیست عدد از این سنگ گورها دارای کتیبه بودند که همگی به زبان عبری بودند به جز دو مورد که به زبان آرامی بودند. قدیمی‌ترین سنگ تاریخ دار مربوط به سال ۱۲۶۶ و آخرین تاریخ آن ۷/۱۳۳۶ است.

## دوره امروزی
در سال ۱۸۲۸، جنگ روس و ایران به پایان رسید و ارمنستان شرقی (جمهوری ارمنستان کنونی) با پیمان ترکمنچای به امپراتوری روسیه ضمیمه شد. یهودیان لهستانی و ایرانی و همچنین Sabbatarians (Subbotniki، دهقانان روسی که در زمان کاترین دوم به حومه روسیه شاهنشاهی تبعید شدند) شروع به ورود کردند. آنها مسیحیان یهودی بودند و اکثراً به جریان اصلی یهودیت گرویدند یا جذب شدند). از سال ۱۸۴۰ آنها به ترتیب در ایروان شروع به ایجاد جوامع اشکنازی و میزراهی کردند. تا سال ۱۹۲۴، کنیسه سفاردی، شیک موردخای، یک نهاد برجسته در میان جامعه یهودیان بود.
طبق سرشماری امپراتوری روسیه در سال ۱۸۹۷، حدود ۴۱۵ نفر در الکساندروپول (گیموری) و ۲۰۴ نفر در اریوان (ایروان) که زبان مادری آنها «یهودی» بود و تعداد آنها به‌طور قابل توجهی کمتر در جاهای دیگر در واغارشپات بود. تعداد متکلمان یهودی که خود گزارش داده‌اند در سایر مناطق ارمنی نشین امپراتوری روسیه که اکنون در خارج از ارمنستان واقع شده‌اند به شرح زیر بود: ۴ نفر در شوشی (آرتسا)، ۹۳ نفر در الیزاتپول (گنجه، آذربایجان)، ۴ در ایگدیر (ترکیه کنونی)، ۴۲۴ در کارس (ترکیه)، ۱۱۱ در ارداهان (ترکیه)، ۱۸۹ در آخالکالاکی (گرجستان)، ۴۳۸ در آخلتسیخ (گرجستان)، ۷۲ در شولاوری (گرجستان).
در مورد ارمنستان غربی (ارمنستان ترکیه)، طبق آمارهای رسمی عثمانی از سال ۱۹۱۴، ۳ هزار و ۸۲۲ یهودی در " شش ولایت " زندگی می‌کردند که دارای جمعیت قابل توجهی از ارمنی‌ها بودند: ۲٬۰۸۵ در استان دیاربیرک، ۱٬۳۸۳ نفر در ون ولایت، ۳۴۴ در سیواس ویلائیت، ۱۰ نفر در ارزروم ولایت، و هیچ در بتلیس و ولایت معمورةالعزیز. در کیلیکیه حدود ۳۱۷ نفر یهودی بودند، ۶۶ نفر در ولایت آدانا و ۲۵۱ نفر در ولایت مرعش.
جوامع یهودی روسیه به ارمنستان در مقیاس بزرگتر در دوره اتحاد جماهیر شوروی به ارمنستان آمدند، آنها به دنبال یک فضای تحمل و صلح در منطقه بودند که در روسیه و اوکراین وجود نداشت.
به دنبال جنگ جهانی دوم، جمعیت یهودیان تقریباً به ۵۰۰۰ نفر رسید. در سال ۱۹۵۹، اوج جمعیت یهودیان در ارمنستان شوروی تقریباً ۱۰ هزار نفر بود. موج دیگری از مهاجران یهودی، بین سالهای ۱۹۶۵ و ۱۹۷۲، عمدتاً روشنفکر، نظامی و مهندس وارد کشور شدند. این یهودیان از روسیه و اوکراین وارد جامعه لیبرال تر شده‌اند. با این حال، با انحلال اتحاد جماهیر شوروی ، بسیاری از آنها به دلیل جنگ اول قره باغ ارمنستان را ترک کردند. بین سالهای ۱۹۹۲ و ۱۹۹۴ بیش از ۶۰۰۰ یهودی به دلیل انزوای سیاسی ارمنستان و رکود اقتصادی به اسرائیل مهاجرت کردند. امروزه جمعیت یهودیان این کشور به حدود ۷۵۰ نفر کاهش یافته‌است. در سال ۱۹۹۵، خانه چاباد در ایروان تأسیس شد.

## امروزه

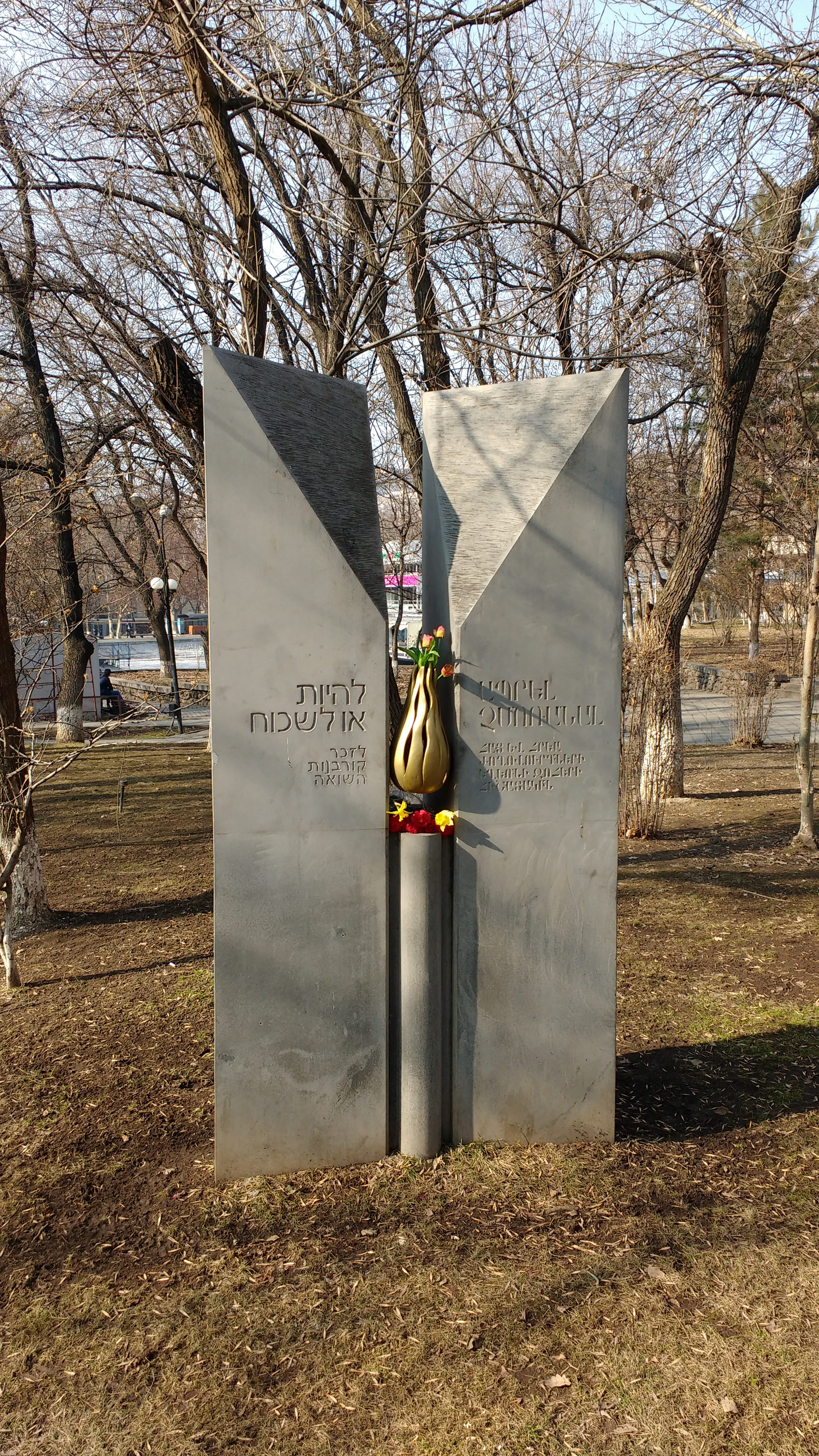
یادبود هولوکاست در ایروان

در حال حاضر حدود 300–500 نفر یهودی در ارمنستان، عمدتاً در ایروان زندگی می‌کنند. آنها اکثراً اشکنازی هستند، در حالی که برخی از آنها یهودی‌های میزراهی و گرجی هستند.
در حال حاضر جامعه یهودیان در ایروان به سرپرستی خاخام گرشون بورشتاین از خبد اداره می‌شوند و امور سیاسی-اجتماعی توسط شورای یهودی ارمنستان اداره می‌شود.

## حقوق بشر
رئیس جامعه یهودیان در ارمنستان، ریما وارژاپیتان-فلر، در ۲۳ ژانویه ۲۰۱۵ اظهار داشت که " جامعه یهودیان احساس می‌کند که خود را در ارمنستان محافظت می‌کنند، و مقامات به حقوق، فرهنگ و سنت‌های آنها احترام می‌گذارند. یهودی ستیزی در ارمنستان وجود ندارد و ما از روابط خوبی با ارامنه برخوردار هستیم . البته جامعه مشکلات خاصی دارد که از اوضاع عمومی کشور نشات می‌گیرد. "
در سال ۲۰۰۵، آرمن آوتیسیان، رهبر آشکار ضدیهودی اتحادیه آریایی ارمنستان، یک حزب کوچک فرا ملی گرایانه، ادعا کرد که حدود ۵۰٬۰۰۰ یهودی «مبدل» در ارمنستان وجود دارد. او قول داد که تلاش خواهد کرد تا آنها را از کشور اخراج کند. وی در ژانویه ۲۰۰۵ به اتهام تحریک نفرت قومی دستگیر شد.
در سال ۲۰۰۷ و ۲۰۱۰، دو حادثه تخریب رخ داده‌است که توسط افراد ناشناس در طرف یهودیان یادبود تراژدی‌های مشترک در پارک آراگاست، ایروان انجام شده‌است که یادآور نسل‌کشی ارامنه و هولوکاست است. این بنای تاریخی جایگزین بنای یادبود کوچکتری شده بود که چندین بار تخریب و سرنگون شده بود.